# 皆瀬村 (秋田県)
皆瀬村（みなせむら）は、かつて秋田県雄勝郡におかれていた村。
2005年3月22日、湯沢市および雄勝郡雄勝町・稲川町と合併して新しい湯沢市の一部となったため廃止された。

## 地理
- 山:多数
- 河川:皆瀬川
- 湖沼:皆瀬ダム

### 隣接していた自治体
- 秋田県
  - 湯沢市
  - 雄勝郡稲川町、雄勝町、東成瀬村
  - 平鹿郡増田町
- 宮城県
  - 玉造郡鳴子町
  - 栗原郡花山村

## 歴史
- 1889年（明治22年）4月1日 - 町村制の施行により、川向村、畠等村の区域をもって発足。
- 2005年（平成17年）3月22日 - 湯沢市・稲川町・雄勝町と合併し、改めて湯沢市が発足。同日皆瀬村廃止。

## 交通

### 鉄道
村内を鉄道路線は通っていない。鉄道を利用する場合は、JR東日本奥羽本線湯沢駅が最寄りとなる。

### 道路
- 一般国道
  - 国道398号
- 主要地方道
  - 秋田県道51号湯沢栗駒公園線
- 一般県道
  - 秋田県道282号仁郷大湯線
  - 秋田県道310号秋ノ宮小安温泉線
  - 秋田県道323号小安温泉椿川線

### 橋
- 宇宙大橋（秋田県道323号小安温泉椿川線）

## 名所・旧跡・観光スポット・祭事・催事
- 小安峡温泉
- 大湯温泉

## その他
- 村内のおよそ3割が「高橋」姓であり、特に北部の羽場地区では、約30世帯ほぼすべてが高橋姓である。
- 高級時計ブランド「MINASE」 (ミナセ) の、ブランド名の由来となった[1]。